# Trossos de la Font de Perauba
Els Trossos de la Font de Perauba és un indret del terme municipal de Conca de Dalt, a l'antic terme d'Hortoneda de la Conca, al Pallars Jussà, en l'àmbit de l'antic poble de Perauba.
És al sud-est de la Borda del Músic, a la dreta de la llau de Perauba, al nord de la Coma de Perauba.